# MS-3地雷
MS-3地雷（俄语：Міна сюрприз-3，直译：Mine surprise-3，驚喜-3 地雷，俄語缩写МС-3，MS-3為英語縮寫）是苏联开发的一種高爆 、圓形、塑料壳體松发式杀伤人员地雷，多用于詭雷装置。地雷由覆蓋有塑膠防護罩和橡膠蓋的主體、炸藥、觸發装置以及MD-9引信組成，外观与同爲蘇製的PMN殺傷人員地雷相似，但是中间有一个奶嘴状突起。

## 历史
据称於1950年代初由開發和生產各種用途的地雷、排雷系統的國家研究所（代号GNII-582）开发，该机构1966年更名为科學研究工程研究所。該地雷被設計為反排裝置，但亦常用作詭雷。

## 技术特点
直徑：110毫米
高度：65毫米
重量：660克
爆炸装药：340克
触发压力：3kg

## 工作原理
MS-3地雷須由人手安裝在地面、土壤或雪地裡。安裝MS-3地雷時，首先確保其放置後不易被看見，並在其上方放置至少3公斤重，吸引敵人注意力或阻礙其前進的物體；當負載向上移動3-5毫米時就會發生爆炸。在敵方人員搬動地雷上的負載時，地雷内的桿會在弹簧的作用下上升，使撞針被釋放。在另一主弹簧的作用下，撞針刺穿雷管囊，引爆MD-9引信，從而进一步引爆地雷的主裝藥。
如果MS-3地雷放置在反戰車地雷下方作为诡雷，爆炸就會傳遞到反戰車地雷的裝藥上产生更为剧烈的爆炸，诱杀排雷人员。

## 参与战争
- 1979年蘇聯入侵阿富汗（苏阿战争）
- 2022年俄羅斯入侵烏克蘭（俄乌战争）[7]